# ジョーのあした 辰吉丈一郎との20年
『ジョーのあした 辰吉丈一郎との20年』（ジョーのあした たつよしじょういちろうとの20ねん）は、阪本順治監督が、日本のボクサー・辰吉丈一郎に20年にわたり密着した記録映画である。2016年作品。

## 作品概要
同作品は、赤井英和の自伝をモデルに描き、赤井を俳優の道に導いた『どついたるねん』などのメガホンを手掛けた阪本が、1995年から辰吉に長期にわたり取材した映像をまとめた物である。取材を始めた1995年、辰吉は網膜剥離の手術を受けたため、日本ボクシングコミッションの取り決めで、日本国内でのプロボクシングの試合を行うことが当時できず、アメリカ合衆国・ラスベガスを拠点としてボクサー活動をしていた。
この時阪本は同種の辰吉の記録・モキュメンタリー映画『BOXER JOE』を制作していたが、これをきっかけに、阪本は辰吉がリングを降りる、即ち現役を引退するまでの間を見つめたいとして、定期的に辰吉に密着し、のべ20年間に渡った取材記録の集大成として本作品が誕生した。
上映に先駆け、2015年10月に行われたコンクール「第28回東京国際映画祭」に、コンクール選考対象外のオープン参加作品「パノラマ部門」として出品された。

## 出演
- 辰吉丈一郎（本人役）
- 辰吉寿以輝（同上）

## スタッフ
- ナレーション - 豊川悦司
- 監督 - 阪本順治
- エグゼクティブプロデューサー - 宮川朋之
- プロデューサー - 椎井友紀子
- プロデュース - 関本広文、澤尚志、中野雄高
- 撮影 - 笠松則通
- 録音 - 志満順一
- 編集 - 早野亮
- 製作 - 日本映画投資合同会社
- 配給 - マジックアワー
- 特別協力 - 日本映画専門チャンネル
- 特別協賛 - ジュピターテレコム（J：COM）
- 写真提供 - ベースボール・マガジン社